# Återtjärnen (Boteå socken, Ångermanland)
Återtjärnen är en sjö i Sollefteå kommun i Ångermanland och ingår i Ångermanälvens huvudavrinningsområde.